# Tibco/Saisons 2009–2016
Dieser Artikel listet die Erfolge des Teams TIBCO in den Straßenradsport-Saisons 2009–2016 auf.

## 2009
- Teamsieg USA Cycling NRC
- US-Meisterschaften Straßenrennen: Meredith Miller

## 2012
- Prolog The Exergy Tour: Tara Whitten
- US-Meisterschaften Straßenrennen: Megan Guarnier

## 2013
- Chrono Gatineau: Shelley Olds
- Giro della Toscana: Claudia Häusler

## 2015
- 4. Etappe Tour Femenino de San Luis: Lauren Stephens

## 2016
- 4. Etappe Tour Femenino de San Luis: Lauren Stephens
- 4. Etappe Joe Martin Stage Race: Lauren Stephens